# Бил Хејдер
Вилијам Томас Хејдер млађи (енгл. William Thomas Hader Jr.; Талса, Оклахома, 7. јуна 1978) је амерички филмски и телевизијски глумац, писац и комичар.
Дошао је до изражаја у свету комедије као члан екипе Уживо суботом увече (СНЛ). Познат је по споредним улогама у комедијама Џада Апатоа Кул момци, Ананас експрес и Преболети Сару Маршал. Са осмогодишњом каријером као члан глумачке екипе СНЛ-а (2005−2013), Хејдер је стекао репутацију својим одличним имитацијама, и глумио је све од Френклина Рузвелта до Клинта Иствуда, преко Стивена Кинга и Фила Спектора. Хејдер је такође глумио главну улогу у рачунарско-анимираном филму Падаће ћуфте (2009), а и један је од писаца цртане серије Саут Парк.